# Dangerous Woman Tour
Dangerous Woman Tour là chuyến lưu diễn thứ ba của nữ ca sĩ - nhạc sĩ người Mỹ Ariana Grande, nhằm quảng bá cho album phòng thu thứ ba của cô, Dangerous Woman (2016). Chuyến lưu diễn bắt đầu tại Phoenix, Arizona, Hoa Kỳ vào ngày 3 tháng 2 năm 2017 và dự kiến kết thúc tại Hồng Kông vào ngày 21 tháng 9 năm 2017.
Chuyến lưu diễn dự kiến tổ chức tại Việt Nam trong khuôn viên Sân vận động Quân khu 7, Thành phố Hồ Chí Minh vào ngày 23 tháng 8 năm 2017 và vé chính thức được chào bán từ ngày 20 tháng 6. Tuy nhiên, Grande đã hủy bỏ đêm nhạc vì lí do sức khỏe, nhưng mặc dù vậy, nhiều người hâm mộ vẫn không hài lòng về lý do hủy show này.

## Bối cảnh
Dangerous Woman là một album thứ ba của Ariana, cô nàng đã thay đổi mọi hình ảnh dễ thương, điệu đà thành một người phụ nữ nguy hiểm. Với bối cảnh của chuyến lưu diễn, Grande đã chuẩn bị rất kĩ lưỡng về mặt chất lượng của chuyến lưu diễn này. Show diễn ra trong một tiếng rưỡi cùng với 21 bài hát trong và ngoài album thứ ba của cô. Với ba bộ quần áo hoành tráng và nhiều kiểu tóc dễ thương.
Ngoài ra, show diễn còn có ba Interlude để cắt phân cảnh cho buổi diễn. Dangerous Woman Tour còn được đánh giá cao và xếp hạng trong 20 tour đáng xem nhất của năm 2017.
Show diễn còn có màn hình led cũng như nhiều hiệu ứng khác nhau: Phun lửa lúc biểu diễn bài hát Dangerous Woman, thả bóng bay màu hồng trong lúc biểu diễn Sometimes, bắn tiền giả có in hình mặt Ariana lúc biểu diễn Greedy.
Vào ngày 22 tháng 5 năm 2017, chuyến lưu diễn của cô tại Manchester Arena, Manchester, Anh, Vương Quốc Anh đã đột ngột bị đánh bom cảm tử ngay sau khi show diễn kết thúc. Sau hai tuần khi sự cố xảy ra, Ariana đã mở ra một show diễn để gây nên quỹ ủng hộ cho những người bị nạn tại show diễn trước xảy ra sự cố của cô mang tên One Love Manchester với sự góp mặt của nhiều nghệ sĩ như Katy Perry, Justin Bieber, Miley Cyrus. Nữ ca sĩ đã quyên góp được hơn 2 triệu bảng Anh để ủng hộ cho những người bị nạn.

## Danh sách tiết mục
1. "Be Alright"
2. "Everyday"
3. "Bad Decisions"
4. "Let Me Love You"
5. "Knew Better"
6. "Forever Boy"
7. "One Last Time"
8. "Touch It"
9. "Leave Me Lonely"
10. "Side to Side
11. "Bang Bang"
12. "Greedy"
13. "I Don't Care"
14. "Moonlight"
15. "Love Me Harder"
16. "Break Free"
17. "Sometimes"
18. "Thinking Bout You"
19. "Problem"
20. "Into You"
21. "Dangerous Woman"

## Ngày
| Ngày                | Thành phố           | Quốc gia         | Địa điểm                        | Nghệ sĩ mở màn                               | Khán giả                | Doanh thu   |
| Bắc Mỹ              | Bắc Mỹ              | Bắc Mỹ           | Bắc Mỹ                          | Bắc Mỹ                                       | Bắc Mỹ                  | Bắc Mỹ      |
| ------------------- | ------------------- | ---------------- | ------------------------------- | -------------------------------------------- | ----------------------- | ----------- |
| 3 tháng 2 năm 2017  | Phoenix             | Hoa Kỳ           | Talking Stick Resort Arena      | Victoria Monét Little Mix                    | 11.489 / 12.739         | $737.148    |
| 4 tháng 2 năm 2017  | Las Vegas           | Hoa Kỳ           | MGM Grand Garden Arena          | Victoria Monét Little Mix                    | 9.437 / 10.787          | $845.275    |
| 7 tháng 2 năm 2017  | Omaha               | Hoa Kỳ           | Trung tâm CenturyLink Omaha     | Victoria Monét Little Mix                    | 9.672 / 13.444          | $424.500    |
| 9 tháng 2 năm 2017  | Tulsa               | Hoa Kỳ           | Trung tâm BOK                   | Victoria Monét Little Mix                    | 7.343 / 7.995           | $384.832    |
| 14 tháng 2 năm 2017 | Nashville           | Hoa Kỳ           | Bridgestone Arena               | Victoria Monét Little Mix                    | 11.472 / 11.472         | $614.544    |
| 17 tháng 2 năm 2017 | Uncasville          | Hoa Kỳ           | Mohegan Sun Arena               | Victoria Monét Little Mix                    | 6.301 / 6.301           | $696.265    |
| 19 tháng 2 năm 2017 | Manchester          | Hoa Kỳ           | SNHU Arena                      | Victoria Monét Bia                           | 7.447 / 8.698           | $491.876    |
| 21 tháng 2 năm 2017 | Buffalo             | Hoa Kỳ           | Trung tâm KeyBank               | Victoria Monét Bia                           | 8.646 / 13.693          | $577.237    |
| 23 tháng 2 năm 2017 | Thành phố New York  | Hoa Kỳ           | Madison Square Garden           | Victoria Monét Little Mix                    | 26.635 / 26.635         | $2.923.027  |
| 24 tháng 2 năm 2017 | Thành phố New York  | Hoa Kỳ           | Madison Square Garden           | Victoria Monét Little Mix                    | 26.635 / 26.635         | $2.923.027  |
| 26 tháng 2 năm 2017 | Cleveland           | Hoa Kỳ           | Quicken Loans Arena             | Victoria Monét Little Mix                    | 8.685 / 14.011          | $569.214    |
| 27 tháng 2 năm 2017 | Washington, D.C.    | Hoa Kỳ           | Trung tâm Verizon               | Victoria Monét Little Mix                    | 10.073 / 13.578         | $961.756    |
| 1 tháng 3 năm 2017  | Philadelphia        | Hoa Kỳ           | Trung tâm Wells Fargo           | Victoria Monét Little Mix                    | 11.657 / 14.079         | $909.258    |
| 3 tháng 3 năm 2017  | Boston              | Hoa Kỳ           | TD Garden                       | Victoria Monét Little Mix                    | 12.349 / 12.944         | $1.105.421  |
| 5 tháng 3 năm 2017  | Toronto             | Canada           | Scotiabank Arena                | Victoria Monét Little Mix                    | 14.503 / 14.503         | $1.036.610  |
| 6 tháng 3 năm 2017  | Montréal            | Canada           | Trung tâm Bell                  | Victoria Monét Little Mix                    | 13.287 / 13.287         | $842.563    |
| 9 tháng 3 năm 2017  | Columbus            | Hoa Kỳ           | Nationwide Arena                | Victoria Monét Little Mix                    | 10.069 / 14.414         | $611.976    |
| 11 tháng 3 năm 2017 | Indianapolis        | Hoa Kỳ           | Rocket Mortgage Fieldhouse      | Victoria Monét Bia                           | 10.952 / 13.020         | $635.956    |
| 12 tháng 3 năm 2017 | Detroit             | Hoa Kỳ           | The Palace of Auburn Hills      | Victoria Monét Little Mix                    | 12.043 / 12.437         | $829.626    |
| 14 tháng 3 năm 2017 | Chicago             | Hoa Kỳ           | Trung tâm United                | Victoria Monét Little Mix                    | 12.342 / 13.584         | $989.255    |
| 16 tháng 3 năm 2017 | Saint Paul          | Hoa Kỳ           | Trung tâm Xcel Energy           | Victoria Monét Little Mix                    | 8.373 / 14.736          | $549.262    |
| 18 tháng 3 năm 2017 | Thành phố Kansas    | Hoa Kỳ           | Trung tâm Sprint                | Victoria Monét Little Mix                    | 10.591 / 13.382         | $650.414    |
| 21 tháng 3 năm 2017 | Thành phố Salt Lake | Hoa Kỳ           | Vivint Smart Home Arena         | Victoria Monét Little Mix                    | 10.291 / 20.840         | $584.595    |
| 23 tháng 3 năm 2017 | Seattle             | Hoa Kỳ           | KeyArena                        | Victoria Monét Little Mix                    | 11.540 / 11.783         | $802.916    |
| 24 tháng 3 năm 2017 | Vancouver           | Canada           | Rogers Arena                    | Victoria Monét Little Mix                    | 13.213 / 13.213         | $951.207    |
| 26 tháng 3 năm 2017 | Sacramento          | Hoa Kỳ           | Trung tâm Golden 1              | Victoria Monét Little Mix                    | 12.376 / 12.776         | $908.963    |
| 27 tháng 3 năm 2017 | San Jose            | Hoa Kỳ           | Trung tâm SAP                   | Victoria Monét Little Mix                    | 12.113 / 12.642         | $1.092.023  |
| 30 tháng 3 năm 2017 | Anaheim             | Hoa Kỳ           | Trung tâm Honda                 | Victoria Monét Little Mix                    | 11.547 / 11.547         | $1.042.336  |
| 31 tháng 3 năm 2017 | Inglewood           | Hoa Kỳ           | The Forum                       | Victoria Monét Little Mix                    | 12.054 / 12.874         | $1.047.815  |
| 3 tháng 4 năm 2017  | Denver              | Hoa Kỳ           | Trung tâm Pepsi                 | Victoria Monét Little Mix                    | 10.278 / 13.172         | $676.163    |
| 6 tháng 4 năm 2017  | San Antonio         | Hoa Kỳ           | Trung tâm AT&T                  | Victoria Monét Little Mix                    | 11.051 / 12.960         | $720.344    |
| 8 tháng 4 năm 2017  | Houston             | Hoa Kỳ           | Trung tâm Toyota                | Victoria Monét Little Mix                    | 10.324 / 11.548         | $901.670    |
| 9 tháng 4 năm 2017  | Dallas              | Hoa Kỳ           | Trung tâm American Airlines     | Victoria Monét Little Mix                    | 12.460 / 13.204         | $957.931    |
| 11 tháng 4 năm 2017 | New Orleans         | Hoa Kỳ           | Trung tâm Smoothie King         | Victoria Monét Little Mix                    | 7.574 / 12.580          | $507.455    |
| 12 tháng 4 năm 2017 | Atlanta             | Hoa Kỳ           | Phillips Arena                  | Victoria Monét Little Mix                    | 10.987 / 11.285         | $780.827    |
| 14 tháng 4 năm 2017 | Miami               | Hoa Kỳ           | American Airlines Arena         | Victoria Monét Little Mix                    | 12.019 / 12.673         | $964.439    |
| 15 tháng 4 năm 2017 | Orlando             | Hoa Kỳ           | Trung tâm Amway                 | Victoria Monét Little Mix                    | 12.226 / 12.574         | $946.615    |
| Châu Âu             |                     |                  |                                 |                                              |                         |             |
| 8 tháng 5 năm 2017  | Stockholm           | Thụy Điển        | Friends Arena                   | Victoria Monét Bia                           | 14.106 / 14.106         | $995.461    |
| 10 tháng 5 năm 2017 | Oslo                | Na Uy            | Telenor Arena                   | Victoria Monét Bia                           | 12.129 / 12.412         | $752.062    |
| 12 tháng 5 năm 2017 | Herning             | Đan Mạch         | Jyske Bank Boxen                | Victoria Monét Bia                           | 9.111 / 14.578          | $655.222    |
| 14 tháng 5 năm 2017 | Amsterdam           | Hà Lan           | Ziggo Dome                      | Victoria Monét Bia                           | 31.801 / 31.815         | $1.638.610  |
| 16 tháng 5 năm 2017 | Amsterdam           | Hà Lan           | Ziggo Dome                      | Victoria Monét Bia                           | 31.801 / 31.815         | $1.638.610  |
| 18 tháng 5 năm 2017 | Birmingham          | Anh              | Genting Arena                   | Victoria Monét Bia                           | 11.554 / 12.036         | $738.618    |
| 20 tháng 5 năm 2017 | Dublin              | Cộng hòa Ireland | 3Arena                          | Victoria Monét Bia                           | 12.595 / 12.804         | $792.166    |
| 22 tháng 5 năm 2017 | Manchester          | Anh              | Manchester Arena                | Victoria Monét Bia                           | 14.158 / 14.218         | $883.825    |
| 4 tháng 6 năm 2017  | Manchester          | Anh              | Emirates Old Trafford           | —                                            | —                       | —           |
| 7 tháng 6 năm 2017  | Paris               | Pháp             | AccorHotels Arena               | KnowleDJ Victoria Monét                      | 15.121 / 15.442         | $1.020.450  |
| 9 tháng 6 năm 2017  | Lyon                | Pháp             | Halle Tony Garnier              | KnowleDJ Victoria Monét                      | 9.551 / 9.833           | $518.788    |
| 11 tháng 6 năm 2017 | Lisboa              | Bồ Đào Nha       | MEO Arena                       | KnowleDJ Victoria Monét                      | 13.573 / 16.239         | $755.290    |
| 13 tháng 6 năm 2017 | Barcelona           | Tây Ban Nha      | Palau Sant Jordi                | KnowleDJ Victoria Monét                      | 11.483 / 16.273         | $917.766    |
| 15 tháng 6 năm 2017 | Roma                | Ý                | PalaLottomatica                 | KnowleDJ Victoria Monét                      | 7.287 / 7.558           | $362.100    |
| 17 tháng 6 năm 2017 | Torino              | Ý                | Pala Alpitour                   | KnowleDJ Victoria Monét                      | 11.211 / 11.249         | $740.175    |
| Mỹ Latinh           |                     |                  |                                 |                                              |                         |             |
| 29 tháng 6 năm 2017 | Rio de Janeiro      | Brasil           | Jeunesse Arena                  | DJ Ronaldinho Sabrina Carpenter              | 10.337 / 12.370         | $731.303    |
| 1 tháng 7 năm 2017  | São Paulo           | Brasil           | Allianz Parque                  | DJ Ronaldinho Sabrina Carpenter              | 24.717 / 27.300         | $1.605.750  |
| 3 tháng 7 năm 2017  | Santiago            | Chile            | Movistar Arena                  | Victoria Monét                               | 12.845 / 13.442         | $1.240.230  |
| 5 tháng 7 năm 2017  | Buenos Aires        | Argentina        | DirecTV Arena                   | Victoria Monét Oriana Sabatini               | 8.623 / 8.727           | $764.260    |
| 9 tháng 7 năm 2017  | Alajuela            | Costa Rica       | Parque Viva                     | Échele Miel Fátima Pinto Victoria Monét CNCO | 11.141 / 11.141         | $776.744    |
| 12 tháng 7 năm 2017 | Thành phố México    | México           | Palacio de los Deportes         | Victoria Monét                               | 36.284 / 40.278         | $2.078.842  |
| 13 tháng 7 năm 2017 | Thành phố México    | México           | Palacio de los Deportes         | Victoria Monét                               | 36.284 / 40.278         | $2.078.842  |
| Châu Á              |                     |                  |                                 |                                              |                         |             |
| 10 tháng 8 năm 2017 | Chiba               | Nhật Bản         | Makuhari Messe                  | Beverly                                      | 52.035 / 59.817         | $6.525.600  |
| 12 tháng 8 năm 2017 | Chiba               | Nhật Bản         | Makuhari Messe                  | Little Glee Monster                          | 52.035 / 59.817         | $6.525.600  |
| 13 tháng 8 năm 2017 | Chiba               | Nhật Bản         | Makuhari Messe                  | Little Glee Monster                          | 52.035 / 59.817         | $6.525.600  |
| 15 tháng 8 năm 2017 | Seoul               | Hàn Quốc         | Gocheok Sky Dome                | —                                            | 19.422 / 20.008         | $1.876.580  |
| 17 tháng 8 năm 2017 | Băng Cốc            | Thái Lan         | IMPACT Arena                    | —                                            | 9.308 / 9.694           | $1.283.740  |
| 21 tháng 8 năm 2017 | Manila              | Philippines      | Mall of Asia Arena              | —                                            | 9.607 / 10.400          | $1.199.770  |
| 26 tháng 8 năm 2017 | Bắc Kinh            | Trung Quốc       | Trung tâm LeSports              | —                                            | 7.997 / 8.023           | $1.099.220  |
| 28 tháng 8 năm 2017 | Thượng Hải          | Trung Quốc       | Mercedes-Benz Arena             | —                                            | 11.225 / 11.225         | $1.391.210  |
| 30 tháng 8 năm 2017 | Quảng Châu          | Trung Quốc       | Nhà thi đấu Thể thao Quảng Châu | —                                            | 10.287 / 10.792         | $1.247.490  |
| Châu Đại Dương      |                     |                  |                                 |                                              |                         |             |
| 2 tháng 9 năm 2017  | Auckland            | New Zealand      | Spark Arena                     | —                                            | 10.606 / 11.593         | $954.738    |
| 4 tháng 9 năm 2017  | Melbourne           | Úc               | Rod Laver Arena                 | —                                            | 23.809 / 24.694         | $2.420.480  |
| 5 tháng 9 năm 2017  | Melbourne           | Úc               | Rod Laver Arena                 | —                                            | 23.809 / 24.694         | $2.420.480  |
| 8 tháng 9 năm 2017  | Sydney              | Úc               | Nhà hát ICC Sydney              | —                                            | 16.505 / 16.580         | $1.625.830  |
| 9 tháng 9 năm 2017  | Sydney              | Úc               | Nhà hát ICC Sydney              | —                                            | 16.505 / 16.580         | $1.625.830  |
| 12 tháng 9 năm 2017 | Brisbane            | Úc               | Trung tâm giải trí Brisbane     | —                                            | 10.604 / 10.604         | $1.038.680  |
| Châu Á              |                     |                  |                                 |                                              |                         |             |
| 16 tháng 9 năm 2017 | Singapore           | Singapore        | Trường đua Vịnh Marina          | —                                            | —                       | —           |
| 19 tháng 9 năm 2017 | Đài Bắc             | Đài Loan         | Nhà thi đấu Đài Bắc             | —                                            | 11.570 / 12.673         | $1.375.330  |
| 21 tháng 9 năm 2017 | Hồng Kông           | Hồng Kông        | AsiaWorld–Arena                 | —                                            | 7.740 / 8.796           | $1.006.410  |
| Tổng cộng           | Tổng cộng           | Tổng cộng        | Tổng cộng                       | Tổng cộng                                    | 878.016 / 984.130 (89%) | $71.038.801 |

## Buổi biểu diễn bị hủy
| Ngày                | Thành phố             | Quốc gia | Địa điểm                | Lý do                            |
| ------------------- | --------------------- | -------- | ----------------------- | -------------------------------- |
| 25 tháng 5 năm 2017 | Luân Đôn              | Anh      | The O2 Arena            | Vụ đánh bom tại Manchester Arena |
| 26 tháng 5 năm 2017 | Luân Đôn              | Anh      | The O2 Arena            | Vụ đánh bom tại Manchester Arena |
| 28 tháng 5 năm 2017 | Antwerpen             | Bỉ       | Sportpaleis             | Vụ đánh bom tại Manchester Arena |
| 31 tháng 5 năm 2017 | Łódź                  | Ba Lan   | Atlas Arena             | Vụ đánh bom tại Manchester Arena |
| 1 tháng 6 năm 2017  | Łódź                  | Ba Lan   | Atlas Arena             | Vụ đánh bom tại Manchester Arena |
| 3 tháng 6 năm 2017  | Frankfurt am Main     | Đức      | Festhalle               | Vụ đánh bom tại Manchester Arena |
| 5 tháng 6 năm 2017  | Zürich                | Thụy Sĩ  | Hallenstadion           | Vụ đánh bom tại Manchester Arena |
| 18 tháng 7 năm 2017 | Monterrey             | México   | Arena Monterrey         | N/A                              |
| 19 tháng 7 năm 2017 | Monterrey             | México   | Arena Monterrey         | N/A                              |
| 23 tháng 8 năm 2017 | Thành phố Hồ Chí Minh | Việt Nam | Sân vận động Quân khu 7 | Vấn đề sức khỏe                  |